# Economische efficiëntie
Economische efficiëntie is, ruwweg, een situatie waarin niets verbeterd kan worden zonder iets anders te verslechteren. Afhankelijk van de context is het meestal een van volgende twee verwante concepten:
- Pareto-efficiëntie: de toewijzing van middelen is zo dat niemand in een groep erop vooruit kan gaan, zonder dat iemand anders erop achteruitgaat.
- Productieve efficiëntie: de economie kan niet meer van een goed produceren, zonder de productie van een ander goed ervoor op te offeren.

Deze definities zijn niet equivalent: een markt (economie) of elk ander economische systeem kan Pareto-efficiënt zijn, maar niet productief efficiënt, of omgekeerd. Alle classificaties van economische efficiëntie zijn zodanig omvat door meerdere algemene ingenieursconcepten, dat een systeem pas efficiënt of optimaal is, als de gewenste outputs maximaal zijn bij de beschikbare inputs.

## Stromingen
Er zijn twee grote stromingen in het denken over economische efficiëntie. die respectievelijk de nadriuk leggen op de vertekeningen (onjuist, vals of verdraaid idee) die in het leven geroepen zijn door regeringen (en vermindering ervan door minder betrokkenheid van de regering) en de vertekeningen die in het leven geroepen zijn door de markt (en vermindering ervan door meer betrokkenheid van de regering) respectievelijk. Soms zijn de verhoudingen tussen deze twee eerder concurrerend, op andere momenten eerder complementair. Vaak debatteren deze over het algemene niveau waarop de regering betrokken moet zijn, of de effecten van specifieke betrokkenheid op het economisch systeem. Als we kijken naar het grotere plaatje, discussieert men gewoon of men het systeem van economisch liberalisme of neoliberalisme moet toepassen.

### Pareto- en productieve efficiëntie
Een markt is Pareto-efficiënt als de prijs van een product dat de markt levert, gelijk is aan de marginale waarde die gebruikers aan het product hechten, en dus gelijk is aan de marginale kosten. Met andere woorden, men spreekt van Pareto-efficiëntie als elk goed of elke dienst geproduceerd wordt tot op het punt dat nog een eenheid een marginaal voordeel oplevert voor de gebruikers minder dan de marginale kosten die nodig zijn om het te produceren.
Omdat productieve grondstoffen zeldzaam zijn, moeten deze grondstoffen verdeeld worden over verschillende industrieën en organisaties in de juiste hoeveelheiden, anders wordt er te veel of te weinig geproduceerd. Wanneer men deze diagrammen voor verschillende firma's tekent, is de Pareto-efficiëntie verzadigd als het afgewerkte product geproduceerd wordt tot op het moment dat marginale kosten gelijk zijn aan de gemiddelde opbrengst.
Men neemt productieve efficiëntie waar, als goederen geleverd worden met de laagst mogelijke gemiddelde totale kosten. Wanneer men deze diagrammen voor verschillende firma's tekent is deze conditie verzadigd wanneer het evenwicht zich op het laagste punt van de totale gemiddelde kosten bevindt.

### Mainstream views
Het hedendaagse beeld is dat op dit moment de markteconomie efficiënter is dan andere gekende alternatieven en dat betrokkenheid van de regering enkel nodig is op macro-economisch niveau (via fiscaal beleid en monetair beleid) om de conjunctuur tegen te gaan - via een Keynesiaans economiebeleid.
Op micro-economisch niveau is er een debat over hoe men efficiëntie moet bereiken, enerzijds sommigen die de door de regering in het leven geroepen vertekeningen willen verwijderen. Terwijl anderen het marktfalen en mankementen wil verminderen, in het bijzonder door externaliteiten te internaliseren.
Het eerste fundamentele welvaartstheorema onderhoudt een basis voor het geloof in de efficiëntie van markteconomieën, aangezien dat elk perfect competitief economische evenwicht Pareto-efficiënt is. De veronderstelling van perfecte competitie betekent dat dit resultaat enkel geldig is in de afwezigheid van eender soort van marktfalen, die wel significant voorkomen in de praktijk. Bovendien, Pareto-efficiëntie is slechts gedeeltelijk optimaal en leidt niet per se tot een sociaal aanvaardbare verdeling van de grondstoffen, aangezien het niet zorgt voor gelijkheid of het algeheel welzijn van de samenleving.

### Twee standpunten
Enerzijds in de vorm van laissez-faire (weinig of geen betrokkenheid van de regering in de economie), dit principe volgt de traditie van het klassiek liberalisme en zijn vooral verbonden met de economische scholen van klassieke economie (jaren 70) en neoklassieke economie (jaren 70 en verder).
Anderzijds volgt men het principe waarbij men gelooft in een economie waarbij de regering toch een zekere invloed heeft op de economie. Dit principe wordt vooral gevolgd in de Angelsaksische landen (Engelstalige landen) en West-Europa, en zijn verbonden met institutionele economie en Keynesiaanse economie op macro-economisch niveau.

### Micro-economische hervorming
Micro-economische hervorming is de implementatie van beleidsplannen die als doel de vermindering van economische vertekeningen via deregulatie hebben en dus als einddoel economische efficiëntie hebben. Toch is er geen concrete theoretische basis om te geloven dat het verwijderen van een vertekening op de markt, altijd een toename van de economische efficiëntie tot gevolg heeft. Bijvoorbeeld: Als er en onvermijdelijke vertekening van de markt in één sector is, kan een zet richting grotere marktperfectie in een andere sector tot een vermindering van efficiëntie leiden.